# اسدا ۸۲۳۳
سیارک ۸۲۳۳ (به انگلیسی: 8233 Asada، نامگذاری:1997VZ2) هشت هزار و دویست و سی و سومین سیارک کشف شده‌است که در ۵ نوامبر ۱۹۹۷ کشف شد.
قدر مطلق سیارک برابر ۲۱.۴ است.